# Rio Open 2022
Rio Open 2022 presented by Claro là một giải quần vợt nam chuyên nghiệp thi đấu trên mặt sân đất nện ngoài trời. Đây là lần thứ 8 giải Rio Open được tổ chức, và là một phần của ATP Tour 500 trong ATP Tour 2022. Giải đấu diễn ra ở Rio de Janeiro, Brazil từ ngày 14–20 tháng 2 năm 2022.

## Điểm và tiền thưởng

### Phân phối điểm
| Sự kiện | VĐ  | CK  | BK  | TK | Vòng 1/16 | Vòng 1/32 | Q  | Q2 | Q1 |
| Đơn     | 500 | 300 | 180 | 90 | 45        | 0         | 20 | 10 | 0  |
| Đôi     | 500 | 300 | 180 | 90 | 0         | —         | —  | —  | —  |

### Tiền thưởng
| Sự kiện | VĐ       | CK       | BK      | TK      | Vòng 1/16 | Vòng 1/32 | Q2     | Q1     |
| Đơn     | $317,400 | $169,985 | $90,650 | $48,570 | $25,900   | $13,760   | $7,285 | $4,000 |
| Đôi*    | $102,210 | $54,390  | $27,520 | $13,760 | $6,960    | —         | —      | —      |

*mỗi đội

## Nội dung đơn

### Hạt giống
| Quốc gia | Tay vợt              | Xếp hạng1 | Hạt giống |
| -------- | -------------------- | --------- | --------- |
| ITA      | Matteo Berrettini    | 6         | 1         |
| NOR      | Casper Ruud          | 8         | 2         |
| ARG      | Diego Schwartzman    | 15        | 3         |
| ESP      | Pablo Carreño Busta  | 16        | 4         |
| CHI      | Cristian Garín       | 20        | 5         |
| ITA      | Lorenzo Sonego       | 22        | 6         |
| ESP      | Carlos Alcaraz       | 29        | 7         |
| ESP      | Albert Ramos Viñolas | 32        | 8         |

- 1 Bảng xếp hạng vào ngày 7 tháng 2 năm 2022.[3]

### Vận động viên khác
Đặc cách:
- Felipe Meligeni Alves
- Thiago Monteiro
- Shang Juncheng[4]

Miễn đặc biệt:
- Francisco Cerúndolo

Bảo toàn thứ hạng: 
- Pablo Andújar
- Pablo Cuevas
- Fernando Verdasco

Vượt qua vòng loại:
- Sebastián Báez
- Daniel Elahi Galán
- Miomir Kecmanović
- Juan Ignacio Londero

Thua cuộc may mắn:
- Roberto Carballés Baena

### Rút lui
Trước giải đấu
- Dominic Thiem → thay thế bởi  Pablo Cuevas
- Casper Ruud → thay thế bởi  Roberto Carballés Baena

## Nội dung đôi

### Hạt giống
| Quốc gia | Tay vợt              | Quốc gia | Tay vợt          | Xếp hạng1 | Hạt giống |
| -------- | -------------------- | -------- | ---------------- | --------- | --------- |
| ESP      | Marcel Granollers    | ARG      | Horacio Zeballos | 13        | 1         |
| COL      | Juan Sebastián Cabal | COL      | Robert Farah     | 22        | 2         |
| GBR      | Jamie Murray         | BRA      | Bruno Soares     | 37        | 3         |
| URU      | Ariel Behar          | ECU      | Gonzalo Escobar  | 85        | 4         |

- 1 Bảng xếp hạng vào ngày 7 tháng 2 năm 2022.

### Vận động viên khác
Đặc cách:
- Rogério Dutra Silva /  Orlando Luz
- Rafael Matos /  Felipe Meligeni Alves

Vượt qua vòng loại:
- Pablo Andújar /  Pedro Martínez

### Rút lui
Trước giải đấu
- Dušan Lajović /  Franko Škugor → thay thế bởi  Laslo Đere /  Dušan Lajović

Trong giải đấu
- Carlos Alcaraz /  Pablo Carreño Busta

## Nhà vô địch

### Đơn
- Carlos Alcaraz đánh bại  Diego Schwartzman 6–4, 6–2

### Đôi
- Simone Bolelli /  Fabio Fognini đánh bại  Jamie Murray /  Bruno Soares 7–5, 6–7(2–7), [10–6]